# (366272) Medellin
(366272) Medellin (asteroide n.º 366272) es un asteroide del cinturón principal, descubierto el 30 de marzo de 2003 por los astrónomos Ignacio Ferrín y Carlos Alberto Leal en el Observatorio Astronómico Nacional de Llano del Hato, ubicado en la Cordillera de Mérida, Venezuela.
Su nombre es en honor a ciudad de Medellín, la segunda ciudad más grande de Colombia. Es un centro financiero, comercial e industrial. El primer poblado (asentamiento) en el sitio fue fundado en 1616, y la Villa de Medellín ("pueblo de Medellín") fue fundada en 1675. Medellín fue seleccionada como "ciudad mundial" en 2010 y como "la ciudad más innovadora" en 2013.
Posee una excentricidad de 0,10466257896727 y un inclinación de 19,82299915478066°.